# Estació de Sant Vicenç dels Horts
Sant Vicenç dels Horts és una estació ferroviària on hi paren trens de les línies suburbanes S3, S4, S8, S9, i de les linies de rodalia R5, R6, R50 i R60 de la Línia Llobregat-Anoia de FGC situada al sud de Sant Vicenç dels Horts a la comarca del Baix Llobregat. Aquesta estació es va inaugurar l'any 1912 amb l'obertura de la línia del carrilet entre Barcelona i Martorell.
L'estació es posà en servei el 29 de desembre de 1912 amb la construcció d'una nova línia entre Barcelona (des de la Magòria) fins a Martorell d'ample mètric i pel marge dret del riu Llobregat. Aquesta línia connectà a Martorell amb la línia del mateix ample fins a Igualada inaugurada el 1893. El 1961 s'instal·là catenària a l'estació amb l'electricficació del tram entre Sant Boi i Pallejà. L'any 2000 es duplicava la via entre Sant Boi i Quatre Camins.
Aquesta estació s'ubica dins de la tarifa plana de l'àrea metropolitana de Barcelona, qualsevol trajecte entre dos dels municipis de l'àrea metropolitana de Barcelona es valida com a zona 1.

## Serveis ferroviaris
| Línia Llobregat-Anoia de FGC |                                |                     |                         |                        |
| Procedència/Destinació       | <                              | Línia               | >                       | Procedència/Destinació |
| Barcelona - Pl. Espanya      | Santa Coloma de Cervelló       |                     | Can Ros                 | Can Ros                |
| Barcelona - Pl. Espanya      | Santa Coloma de Cervelló       | Olesa de Montserrat | Can Ros                 |                        |
| Barcelona - Pl. Espanya      | Santa Coloma de Cervelló       | Martorell-Enllaç    | Can Ros                 |                        |
| Barcelona - Pl. Espanya      | Santa Coloma de Cervelló       | Quatre Camins       | Can Ros                 |                        |
| Barcelona - Pl. Espanya      | Santa Coloma de Cervelló       | Igualada            | Can Ros                 |                        |
| Barcelona - Pl. Espanya      | Molí Nou \| Ciutat Cooperativa |                     | Can Ros                 | Manresa-Baixador       |
| Barcelona - Pl. Espanya      | Sant Boi                       |                     | Pallejà                 | Manresa-Baixador       |
| Barcelona - Pl. Espanya      | Santa Coloma de Cervelló       |                     | Sant Andreu de la Barca | Igualada               |